# Aedes mariae
Aedes mariae é um espécie de mosquito do Género Aedes, pertencente à família Culicidae.